# Ranunculus marklundii
Ranunculus marklundii är en ranunkelväxtart som först beskrevs av Julin och Nannf., och fick sitt nu gällande namn av S. Ericsson. Ranunculus marklundii ingår i släktet ranunkler, och familjen ranunkelväxter. Inga underarter finns listade i Catalogue of Life.